# هيديو نوغوتشي
هيديو نوغوتشي (باليابانية: 野口 英世) ـ (24 نوفمبر 1876 ـ 21 مايو 1928)، ويعرف أيضًا باسم سيساكو نوغوتشي (باليابانية: (野口 清作) هو عالم بكتيريا ياباني بارز، اكتشف وجود الجرثومة المسببة لمرض الزهري في أدمغة مرضى الزهري المصابين بالشلل سنة 1911.
تم ترشيح نوغوتشي لجائزة نوبل في الطب بين عامي 1913 و 1915، وعام 1920، وعام 1921، وبين عامي 1924 و 1928، ولكنه لم يفز بالجائزة مطلقاً.

## روابط خارجية
- هيديو نوغوتشي على موقع الموسوعة البريطانية (الإنجليزية)